# تپه فرزیان
تپه فرزیان مربوط به دوره اشکانیان - دوره ساسانیان - سده‌های اولیه و میانه دوران‌های تاریخی پس از اسلام است و در شهرستان ازنا، بخش جاپلق، دهستان جاپلق شرقی، ۱۰۰ متری جنوب روستای فرزیان واقع شده و این اثر در تاریخ ۲۲ آبان ۱۳۸۶ با شمارهٔ ثبت ۲۰۰۸۵ به‌عنوان یکی از آثار ملی ایران به ثبت رسیده است.